# Amt Joachimsthal (Schorfheide)
Amt Joachimsthal (Schorfheide) – związek gmin w Niemczech, leżący w kraju związkowym Brandenburgia, w powiecie Barnim. Siedziba związku znajduje się w mieście Joachimsthal.
W skład związku wchodzą cztery gminy:
1. Althüttendorf
2. Friedrichswalde
3. Joachimsthal
4. Ziethen